# Тхио Гин Хвие
Тхио Гин Хвие (индон. Thio Ging Hwie; 29 ноября 1923, Джокьякарта, Голландская Ост-Индия — 4 июня 1989, Джакарта) — индонезийский тяжелоатлет. Участник летних Олимпийских игр 1952 года, бронзовый призёр летних Азиатских игр 1954 года.

## Биография
Тхио Гин Хвие родился 29 ноября 1923 года в городе Джокьякарта в Нидерландской Ост-Индии (сейчас Индонезия).
Занимался тяжёлой атлетикой без тренера.
В 1952 году вошёл в состав сборной Индонезии на летних Олимпийских играх в Хельсинки. В весовой категории до 67,5 кг занял 8-е место, подняв в сумме троеборья 327,5 кг (105 кг в жиме + 92,5 кг в рывке + 130 кг в толчке) и уступив 35 кг завоевавшему золото с олимпийским рекордом Томми Коно из США.
Стал первым тяжелоатлетом, представлявшим Индонезию на Олимпийских играх.
В 1954 году завоевал бронзовую медаль летних Азиатских игр в Маниле в весовой категории до 75 кг.
Умер 4 июня 1989 года в индонезийском городе Джакарта.